# الزجاج الأمامي

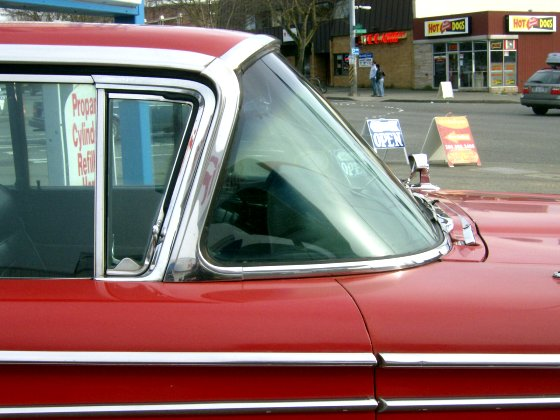
زجاج أمامي بانورامي على إدزل كورساير موديل 1959

الزجاج الأمامي أو حاجز الرياح للسيارة، الحافلة، المركبة الجوية، الدراجة النارية، أو الترام هي النافذة الأمامية. الزجاج الحديث مصنوع بشكل عام من الزجاج المصفح نوع من الزجاج المعالج، والذي يحتوي على اثنتين (عادةً) من صفيحة زجاج وطبقة بلاستيكية مصفحة بينهم للسلامة، ومتصلين بإطار النافذة، الزجاج الأمامي للدراجات النارية مصنوع عادةً من مادة البولي ميثيل ميثاكريلات.

## الاستخدام

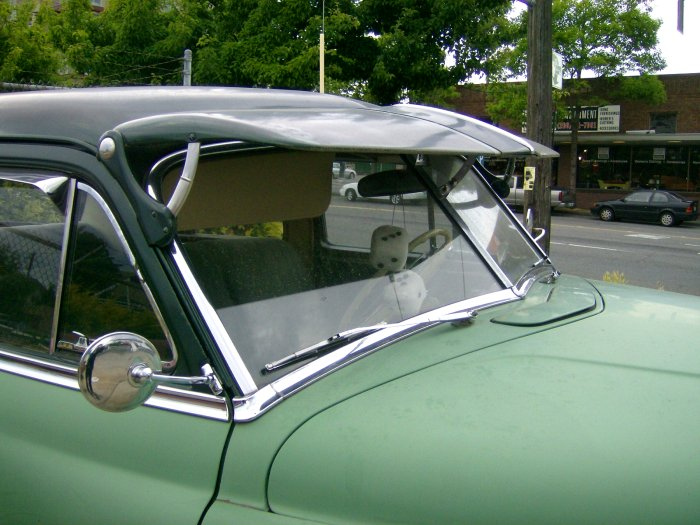
زجاج أمامي مائل ومفصول ويلاحظ أنه مسطح

يحمي الزجاج الأمامي السائقين من الرياح ومن الحطام المتطاير كالغبار، الحشرات، والأحجار، ويوفر ديناميكية هوائية بإتجاه الأمام. قد يظلل بطبقة لتحميه عن الأشعة فوق البنفسجية للحماية من الإشعاعات فوق البنفسجية الضارة. ولكن في الغالب هذه ليست ضرورية لأن في أغلب الزجاج الأمامي مصنوع من الزجاج المصفح.
أغلبية الأشعة فوق البنفسجية من نوع B تمتص بواسطة الزجاج نفسه، والمتبقي منها وأغلب وأغلب الأشعة من نوع A تمتص بواسطة طبقة البولي فينيل بوتيرال المدمجة.